# Petre Chirobocea
Petre Chirobocea (n. 6 ianuarie 1947) este un fost deputat român în legislatura 2000-2004, ales în județul Constanța pe listele partidului PSD. Petre Chiroboceaa demisionat ca deputat pe data de 5 februarie 2001 și a fost înlocuit de către deputatul Marian-Adrian Motoc.

## Legături externe
- Petre Chirobocea Arhivat în 21 iunie 2024, la Wayback Machine. la cdep.ro